# Baisha, Pengjiang
Baisha (kinesiska: 白沙) är ett stadsdelsdistrikt i sydöstra Kina. Det ligger i stadsdistriktet Pengjiang i staden Jiangmen i provinsen Guangdong, omkring 64 kilometer söder om provinshuvudstaden Guangzhou.